# Beautiful Trauma World Tour
Il Beautiful Trauma World Tour è stato il settimo tour di concerti della cantautrice statunitense Pink, a supporto del suo settimo album in studio, Beautiful Trauma.
La tournée è iniziata a Phoenix il 1º marzo 2018 e si è conclusa ad Austin il 2 novembre 2019.
Con questo tour la cantante si è esibita per la prima volta in Sud America.
Il tour è stato un grande successo commerciale e, con un incasso di circa 397 milioni di dollari, è diventato il decimo tour più redditizio della storia ed il secondo più alto incasso per un’artista femminile, preceduto solo dallo Sticky & Sweet Tour di Madonna.

## Storia
Una volta terminato il The Truth About Love Tour nel 2014 e aver inciso un disco con Dallas Green, ossia rose ave., Pink andò in pausa. Tuttavia, durante questo periodo rilasciò comunque alcuni singoli, come ad esempio Just like Fire, che divenne la colonna sonora del film Alice attraverso lo specchio (2016).
Il 10 agosto 2017, Pink rilasciò il singolo What About Us e in seguito annuncio il suo settimo album in studio Beautiful Trauma. In occasione dell'uscita dell'album, venne realizzato un piccolo documentario che mostra la sua realizzazione e venne pubblicato il 13 ottobre su Apple Music. Il giorno seguente venne annunciato il tour per la promozione di quest'album, che inizialmente prevedeva 40 date. Successivamente, per via della forte richiesta, ne vennero aggiunte delle altre.
Il 3 maggio 2018, Pink annunciò tramite un video su YouTube l'aggiunta di una seconda leg nordamericana per il 2019.

## Scaletta

### Prima e seconda leg nordamericana, Oceania
1. Get the Party Started
2. Beautiful Trauma
3. Just like a Pill
4. Who Knew
5. Revenge
6. Funhouse / Just a Girl
7. Smells Like Teen Spirit
8. Secrets
9. Try
10. Just Give Me a Reason
11. I'm Not Dead
12. Just like Fire
13. What About Us
14. For Now
15. Barbies
16. I Am Here
17. Fuckin' Perfect
18. Raise Your Glass
19. Blow Me (One Last Kiss)
20. So What
21. Glitter in the Air

Variazioni della scaletta e ospiti
- Non sempre viene eseguita For Now.

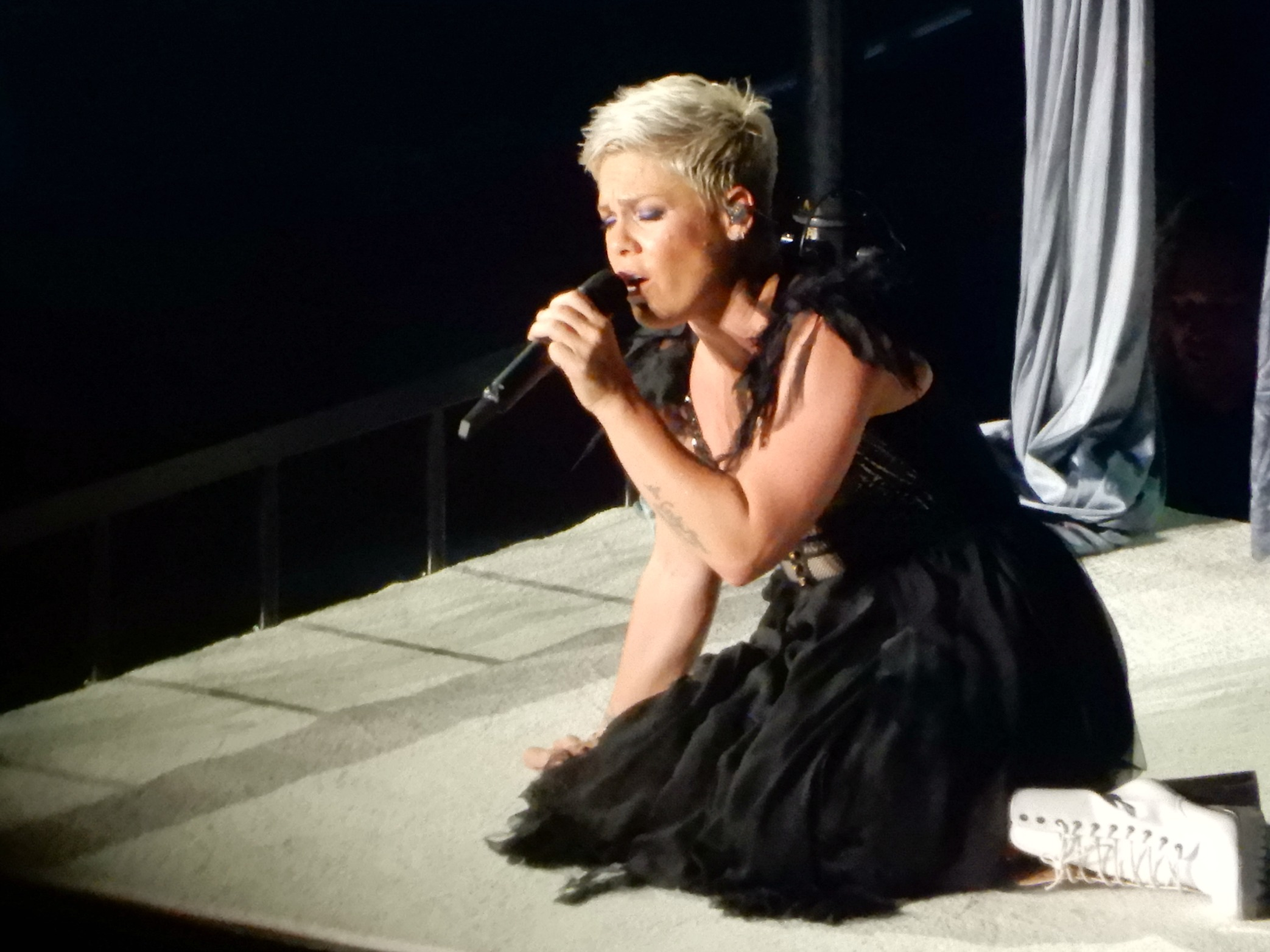
Pink durante una tappa del tour

- Nella data di Toronto, il 20 marzo 2018, Dallas Green raggiunse Pink sul palco e insieme eseguirono You and Me, tratta dal loro album rose ave. (2014).
- Nella data di Los Angeles, il 31 maggio 2018, Gwen Stefani raggiunse Pink sul palco e insieme eseguirono Just a Girl.
- Nelle date del 2019, Walk Me Home venne aggiunta alla scaletta al posto di I'm Not Dead.
- Nella data di Vancouver del 6 aprile 2019, Pink eseguì per la prima volta in assoluto il brano Hustle, al posto di Smells Like Teen Spirit. In seguito la cantante la eseguì anche in altre date selezionate.
- Nella data di New York del 21 maggio 2019, Chris Stapleton raggiunse Pink sul palco per eseguire Love Me Anyway.

### Europa, terza leg nordamericana e Sud America
1. Get the Party Started
2. Beautiful Trauma
3. Just like a Pill
4. Who Knew
5. Funhouse/Just a Girl
6. Hustle
7. Secrets
8. Try
9. Just Give Me a Reason
10. River (cover dei Bishop Briggs)
11. Just like Fire
12. What About Us
13. For Now
14. 90 Days
15. Time After Time (cover di Cyndi Lauper)
16. Walk Me Home (versione acustica)
17. I Am Here
18. Fuckin' Perfect
19. Raise Your Glass
20. Blow Me (One Last Kiss)
21. Can We Pretend
22. So What
23. Glitter in the Air

Variazioni della scaletta
- Nella data di Dublino, il 18 giugno 2019, Glitter in the Air non venne eseguita. La stessa cosa accadde nella data di Rio de Janeiro del 5 ottobre, e sempre in questo show, la cantante eseguì uno snippet di We Are the Champions.

## Artisti d'apertura
La seguente lista rappresenta il numero correlato agli artisti d'apertura nella tabella delle date del tour.
- KidCutUp = 1
- Bleachers = 2
- The Rubens = 3
- Julia Michaels = 4
- Vance Joy = 5
- Bang Bang Romeo = 6
- Kassalla = 7
- Davina Michelle = 8
- Wrabel = 9

## Date
| Data              | Città                | Stato         | Luogo                         | Artisti d'apertura | Biglietti (venduti / disponibili) | Incasso      |
| Nord America      | Nord America         | Nord America  | Nord America                  | Nord America       | Nord America                      | Nord America |
| ----------------- | -------------------- | ------------- | ----------------------------- | ------------------ | --------------------------------- | ------------ |
| 1º marzo 2018     | Phoenix              | Stati Uniti   | Talking Stick Resort Arena    | 1                  | 14.181 / 14.549                   | $1.906.176   |
| 3 marzo 2018      | Wichita              | Stati Uniti   | Intrust Bank Arena            | 1                  | 11.894 / 12.047                   | $1.647.788   |
| 5 marzo 2018      | Tulsa                | Stati Uniti   | BOK Center                    | 1                  | 14.146 / 14.146                   | $1.734.989   |
| 6 marzo 2018      | Lincoln              | Stati Uniti   | Pinnacle Bank Arena           | 1                  | 13.647 / 13.973                   | $1.755.144   |
| 9 marzo 2018      | Chicago              | Stati Uniti   | United Center                 | 1                  | 31.476 / 40.664                   | $4.254.230   |
| 10 marzo 2018     | Chicago              | Stati Uniti   | United Center                 | 1                  | 31.476 / 40.664                   | $4.254.230   |
| 12 marzo 2018     | Saint Paul           | Stati Uniti   | Xcel Energy Center            | 1                  | 15.710 / 15.710                   | $2.217.347   |
| 14 marzo 2018     | Saint Louis          | Stati Uniti   | Scottrade Center              | 1                  | 15.026 / 15.403                   | $1.852.210   |
| 15 marzo 2018     | Kansas City          | Stati Uniti   | Sprint Center                 | 1                  | 14.068 / 14.298                   | $1.868.282   |
| 17 marzo 2018     | Indianapolis         | Stati Uniti   | Bankers Life Fieldhouse       | 1                  | 14.544 / 14.719                   | $1.749.814   |
| 18 marzo 2018     | Grand Rapids         | Stati Uniti   | Van Andel Arena               | 1                  | 10.996 / 11.228                   | $1.550.775   |
| 20 marzo 2018     | Toronto              | Canada        | Air Canada Centre             | 1 ; 2              | 34.315 / 34.315                   | $4.497.956   |
| 21 marzo 2018     | Toronto              | Canada        | Air Canada Centre             | 1 ; 2              | 34.315 / 34.315                   | $4.497.956   |
| 27 marzo 2018     | Louisville           | Stati Uniti   | KFC Yum! Center               | 1 ; 2              | 17.445 / 17.762                   | $2.024.356   |
| 28 marzo 2018     | Cleveland            | Stati Uniti   | Quicken Loans Arena           | 1 ; 2              | 15.562 / 15.938                   | $1.912.595   |
| 4 aprile 2018     | New York             | Stati Uniti   | Madison Square Garden         | 1 ; 2              | 30.286 / 30.286                   | $5.320.560   |
| 5 aprile 2018     | New York             | Stati Uniti   | Madison Square Garden         | 1 ; 2              | 30.286 / 30.286                   | $5.320.560   |
| 7 aprile 2018     | Pittsburgh           | Stati Uniti   | PPG Paints Arena              | 1 ; 2              | 16.708 / 16.708                   | $2.210.603   |
| 9 aprile 2018     | Boston               | Stati Uniti   | TD Garden                     | 1 ; 2              | 32.403 / 32.403                   | $4.668.640   |
| 10 aprile 2018    | Boston               | Stati Uniti   | TD Garden                     | 1 ; 2              | 32.403 / 32.403                   | $4.668.640   |
| 13 aprile 2018    | Filadelfia           | Stati Uniti   | Wells Fargo Center            | 1                  | 18.191 / 18.191                   | $2.839.340   |
| 14 aprile 2018    | Newark               | Stati Uniti   | Prudential Center             | 1                  | 15.687 / 15.687                   | $2.684.824   |
| 16 aprile 2018    | Washington           | Stati Uniti   | Capital One Arena             | 1 ; 2              | 32.583 / 32.583                   | $4.498.018   |
| 17 aprile 2018    | Washington           | Stati Uniti   | Capital One Arena             | 1 ; 2              | 32.583 / 32.583                   | $4.498.018   |
| 19 aprile 2018    | Charlottesville      | Stati Uniti   | John Paul Jones Arena         | 1                  | 13.014 / 13.014                   | $1.645.760   |
| 21 aprile 2018    | Atlanta              | Stati Uniti   | Philips Arena                 | 1                  | 12.441 / 12.441                   | $1.661.156   |
| 24 aprile 2018    | Orlando              | Stati Uniti   | Amway Center                  | 1                  | 15.109 / 15.109                   | $2.171.487   |
| 25 aprile 2018    | Sunrise              | Stati Uniti   | BB&T Center                   | 1                  | 15.999 / 15.999                   | $2.184.919   |
| 28 aprile 2018    | Houston              | Stati Uniti   | Toyota Center                 | 1                  | 25.615 / 25.615                   | $3.391.204   |
| 29 aprile 2018    | Houston              | Stati Uniti   | Toyota Center                 | 1                  | 25.615 / 25.615                   | $3.391.204   |
| 1º maggio 2018    | Dallas               | Stati Uniti   | American Airlines Center      | N.D.               | 29.206 / 29.206                   | $3.642.876   |
| 2 maggio 2018     | Dallas               | Stati Uniti   | American Airlines Center      | N.D.               | 29.206 / 29.206                   | $3.642.876   |
| 8 maggio 2018     | Denver               | Stati Uniti   | Pepsi Center                  | 1                  | 17.446 / 17.446                   | $2.160.741   |
| 9 maggio 2018     | Salt Lake City       | Stati Uniti   | Vivint Smart Home Arena       | 1                  | 14.254 / 14.254                   | $1.947.385   |
| 12 maggio 2018    | Vancouver            | Canada        | Rogers Arena                  | 1                  | 16.989 / 16.989                   | $2.349.769   |
| 13 maggio 2018    | Seattle              | Stati Uniti   | KeyArena                      | 1                  | 14.027 / 14.027                   | $2.229.945   |
| 15 maggio 2018    | Portland             | Stati Uniti   | Moda Center                   | 1                  | 15.757 / 15.757                   | $2.114.035   |
| 18 maggio 2018    | Oakland              | Stati Uniti   | Oracle Arena                  | 1                  | 32.596 / 32.596                   | $4.715.555   |
| 19 maggio 2018    | Oakland              | Stati Uniti   | Oracle Arena                  | 1                  | 32.596 / 32.596                   | $4.715.555   |
| 22 maggio 2018    | Fresno               | Stati Uniti   | Save Mart Center              | 1                  | 12.721 / 12.721                   | $1.717.899   |
| 23 maggio 2018    | Ontario              | Stati Uniti   | Citizens Business Bank Arena  | 1                  | 9.597 / 9.597                     | $1.457.009   |
| 25 maggio 2018    | Anaheim              | Stati Uniti   | Honda Center                  | 1                  | 16.125 / 16.125                   | $2.014.710   |
| 26 maggio 2018    | Las Vegas            | Stati Uniti   | T-Mobile Arena                | 1                  | 17.019 / 17.019                   | $2.656.351   |
| 28 maggio 2018    | San Diego            | Stati Uniti   | Valley View Casino Center     | 1                  | 11.872 / 11.872                   | $1.664.733   |
| 31 maggio 2018    | Los Angeles          | Stati Uniti   | Staples Center                | 1                  | 17.047 / 17.047                   | $2.358.686   |
| 1º giugno 2018    | Inglewood            | Stati Uniti   | The Forum                     | 1                  | 14.777 / 14.777                   | $2.307.175   |
| Oceania           |                      |               |                               |                    |                                   |              |
| 3 luglio 2018     | Perth                | Australia     | Perth Arena                   | 1 ; 3              | 59.553 / 59.553                   | $7.581.640   |
| 4 luglio 2018     | Perth                | Australia     | Perth Arena                   | 1 ; 3              | 59.553 / 59.553                   | $7.581.640   |
| 6 luglio 2018     | Perth                | Australia     | Perth Arena                   | 1 ; 3              | 59.553 / 59.553                   | $7.581.640   |
| 7 luglio 2018     | Perth                | Australia     | Perth Arena                   | 1 ; 3              | 59.553 / 59.553                   | $7.581.640   |
| 10 luglio 2018    | Adelaide             | Australia     | Adelaide Entertainment Centre | 1 ; 3              | 38.105 / 38.648                   | $5.156.359   |
| 11 luglio 2018    | Adelaide             | Australia     | Adelaide Entertainment Centre | 1 ; 3              | 38.105 / 38.648                   | $5.156.359   |
| 13 luglio 2018    | Adelaide             | Australia     | Adelaide Entertainment Centre | 1 ; 3              | 38.105 / 38.648                   | $5.156.359   |
| 14 luglio 2018    | Adelaide             | Australia     | Adelaide Entertainment Centre | 1 ; 3              | 38.105 / 38.648                   | $5.156.359   |
| 16 luglio 2018    | Melbourne            | Australia     | Rod Laver Arena               | 1 ; 3              | 157.811 / 160.072                 | $20.213.756  |
| 17 luglio 2018    | Melbourne            | Australia     | Rod Laver Arena               | 1 ; 3              | 157.811 / 160.072                 | $20.213.756  |
| 19 luglio 2018    | Melbourne            | Australia     | Rod Laver Arena               | 1 ; 3              | 157.811 / 160.072                 | $20.213.756  |
| 20 luglio 2018    | Melbourne            | Australia     | Rod Laver Arena               | 1 ; 3              | 157.811 / 160.072                 | $20.213.756  |
| 22 luglio 2018    | Melbourne            | Australia     | Rod Laver Arena               | 1 ; 3              | 157.811 / 160.072                 | $20.213.756  |
| 23 luglio 2018    | Melbourne            | Australia     | Rod Laver Arena               | 1 ; 3              | 157.811 / 160.072                 | $20.213.756  |
| 25 luglio 2018    | Melbourne            | Australia     | Rod Laver Arena               | 1 ; 3              | 157.811 / 160.072                 | $20.213.756  |
| 27 luglio 2018    | Melbourne            | Australia     | Rod Laver Arena               | 1 ; 3              | 157.811 / 160.072                 | $20.213.756  |
| 28 luglio 2018    | Melbourne            | Australia     | Rod Laver Arena               | 1 ; 3              | 157.811 / 160.072                 | $20.213.756  |
| 4 agosto 2018     | Sydney               | Australia     | Qudos Bank Arena              | 1 ; 3              | 143.579 / 148.248                 | $18.566.707  |
| 11 agosto 2018    | Sydney               | Australia     | Qudos Bank Arena              | 1 ; 3              | 143.579 / 148.248                 | $18.566.707  |
| 12 agosto 2018    | Sydney               | Australia     | Qudos Bank Arena              | 1 ; 3              | 143.579 / 148.248                 | $18.566.707  |
| 14 agosto 2018    | Brisbane             | Australia     | Brisbane Entertainment Centre | 1 ; 3              | 51.956 / 52.833                   | $11.090.457  |
| 15 agosto 2018    | Brisbane             | Australia     | Brisbane Entertainment Centre | 1 ; 3              | 51.956 / 52.833                   | $11.090.457  |
| 17 agosto 2018    | Brisbane             | Australia     | Brisbane Entertainment Centre | 1 ; 3              | 51.956 / 52.833                   | $11.090.457  |
| 18 agosto 2018    | Brisbane             | Australia     | Brisbane Entertainment Centre | 1 ; 3              | 51.956 / 52.833                   | $11.090.457  |
| 20 agosto 2018    | Brisbane             | Australia     | Brisbane Entertainment Centre | 1 ; 3              | 51.956 / 52.833                   | $11.090.457  |
| 21 agosto 2018    | Brisbane             | Australia     | Brisbane Entertainment Centre | 1 ; 3              | 51.956 / 52.833                   | $11.090.457  |
| 23 agosto 2018    | Brisbane             | Australia     | Brisbane Entertainment Centre | 1 ; 3              | 51.956 / 52.833                   | $11.090.457  |
| 24 agosto 2018    | Sydney               | Australia     | Qudos Bank Arena              | 1 ; 3              | [ 3 ]                             | [ 3 ]        |
| 25 agosto 2018    | Sydney               | Australia     | Qudos Bank Arena              | 1 ; 3              | [ 3 ]                             | [ 3 ]        |
| 26 agosto 2018    | Sydney               | Australia     | Qudos Bank Arena              | 1 ; 3              | [ 3 ]                             | [ 3 ]        |
| 28 agosto 2018    | Melbourne            | Australia     | Rod Laver Arena               | 1 ; 3              | [ 2 ]                             | [ 2 ]        |
| 29 agosto 2018    | Melbourne            | Australia     | Rod Laver Arena               | 1 ; 3              | [ 2 ]                             | [ 2 ]        |
| 1º settembre 2018 | Dunedin              | Nuova Zelanda | Forsyth Barr Stadium          | 1 ; 3              | 37.084 / 37.470                   | $6.313.414   |
| 4 settembre 2018  | Auckland             | Nuova Zelanda | Spark Arena                   | 1 ; 3              | 71.273 / 73.087                   | $11.934.273  |
| 5 settembre 2018  | Auckland             | Nuova Zelanda | Spark Arena                   | 1 ; 3              | 71.273 / 73.087                   | $11.934.273  |
| 7 settembre 2018  | Auckland             | Nuova Zelanda | Spark Arena                   | 1 ; 3              | 71.273 / 73.087                   | $11.934.273  |
| 8 settembre 2018  | Auckland             | Nuova Zelanda | Spark Arena                   | 1 ; 3              | 71.273 / 73.087                   | $11.934.273  |
| 10 settembre 2018 | Auckland             | Nuova Zelanda | Spark Arena                   | 1 ; 3              | 71.273 / 73.087                   | $11.934.273  |
| 11 settembre 2018 | Auckland             | Nuova Zelanda | Spark Arena                   | 1 ; 3              | 71.273 / 73.087                   | $11.934.273  |
| 17 settembre 2018 | Sydney               | Australia     | Qudos Bank Arena              | 1 ; 3              | [ 3 ]                             | [ 3 ]        |
| 18 settembre 2018 | Sydney               | Australia     | Qudos Bank Arena              | 1 ; 3              | [ 3 ]                             | [ 3 ]        |
| 19 settembre 2018 | Sydney               | Australia     | Qudos Bank Arena              | 1 ; 3              | [ 3 ]                             | [ 3 ]        |
| Nord America      |                      |               |                               |                    |                                   |              |
| 1º marzo 2019     | Sunrise              | Stati Uniti   | BB&T Center                   | 1 ; 4              | 14.883 / 14.883                   | $2.463.165   |
| 3 marzo 2019      | Tampa                | Stati Uniti   | Amalie Arena                  | 1 ; 4              | 15.068 / 15.068                   | $2.373.771   |
| 5 marzo 2019      | Jacksonville         | Stati Uniti   | Veterans Memorial Arena       | 1 ; 4              | 11.700 / 11.700                   | $1.915.530   |
| 7 marzo 2019      | Columbia             | Stati Uniti   | Colonial Life Arena           | 1 ; 4              | 13.481 / 13.481                   | $1.722.813   |
| 9 marzo 2019      | Charlotte            | Stati Uniti   | Spectrum Center               | 1 ; 4              | 15.596 / 15.596                   | $2.578.534   |
| 10 marzo 2019     | Nashville            | Stati Uniti   | Bridgestone Arena             | 1 ; 4              | 14.336 / 14.336                   | $2.326.690   |
| 12 marzo 2019     | Atlanta              | Stati Uniti   | State Farm Arena              | 1 ; 4              | 11.472 / 11.472                   | $1.586.831   |
| 14 marzo 2019     | Birmingham           | Stati Uniti   | Legacy Arena                  | 1 ; 4              | 13.959 / 13.959                   | $1.487.637   |
| 16 marzo 2019     | Bossier City         | Stati Uniti   | CenturyLink Center            | 1 ; 4              | N.D.                              | N.D.         |
| 17 marzo 2019     | New Orleans          | Stati Uniti   | Smoothie King Center          | 1 ; 4              | 14.500 / 14.500                   | $2.215.600   |
| 19 marzo 2019     | Houston              | Stati Uniti   | Toyota Center                 | 1 ; 4              | N.D.                              | N.D.         |
| 21 marzo 2019     | San Antonio          | Stati Uniti   | AT&T Center                   | 1 ; 4              | 15.651 / 15.651                   | $2.115.377   |
| 23 marzo 2019     | Oklahoma City        | Stati Uniti   | Chesapeake Energy Arena       | 1 ; 4              | 13.820 / 13.820                   | $2.049.271   |
| 24 marzo 2019     | Dallas               | Stati Uniti   | American Airlines Center      | 1 ; 4              | 14.658 / 14.658                   | $2.067.277   |
| 30 marzo 2019     | Glendale             | Stati Uniti   | Gila River Arena              | 1 ; 4              | 13.737 / 13.737                   | $2.363.364   |
| 1º aprile 2019    | Denver               | Stati Uniti   | Pepsi Center                  | 1 ; 4              | 14.548 / 14.548                   | $2.117.678   |
| 3 aprile 2019     | Salt Lake City       | Stati Uniti   | Vivint Smart Home Arena       | 1 ; 4              | 13.586 / 13.586                   | $1.889.389   |
| 5 aprile 2019     | Vancouver            | Canada        | Rogers Arena                  | 1 ; 4              | 30.763 / 30.763                   | $3.631.003   |
| 6 aprile 2019     | Vancouver            | Canada        | Rogers Arena                  | 1 ; 4              | 30.763 / 30.763                   | $3.631.003   |
| 8 aprile 2019     | Portland             | Stati Uniti   | Moda Center                   | 1 ; 4              | 14.942 / 14.942                   | $2.159.245   |
| 10 aprile 2019    | Sacramento           | Stati Uniti   | Golden 1 Center               | 1 ; 4              | 14.881 / 14.881                   | $2.628.946   |
| 12 aprile 2019    | Las Vegas            | Stati Uniti   | T-Mobile Arena                | 1 ; 4              | 16.130 / 16.130                   | $2.340.138   |
| 13 aprile 2019    | Anaheim              | Stati Uniti   | Honda Center                  | 1 ; 4              | 12.832 / 12.832                   | $1.925.556   |
| 15 aprile 2019    | Los Angeles          | Stati Uniti   | Staples Center                | 1 ; 4              | 13.699 / 13.699                   | $1.336.647   |
| 17 aprile 2019    | San Jose             | Stati Uniti   | SAP Center                    | 1 ; 4              | 14.055 / 14.055                   | $2.125.545   |
| 19 aprile 2019    | Inglewood            | Stati Uniti   | The Forum                     | 1 ; 4              | 14.354 / 14.354                   | $2.074.363   |
| 26 aprile 2019    | Detroit              | Stati Uniti   | Little Caesars Arena          | 1 ; 4              | 30.499 / 30.499                   | $4.594.641   |
| 27 aprile 2019    | Detroit              | Stati Uniti   | Little Caesars Arena          | 1 ; 4              | 30.499 / 30.499                   | $4.594.641   |
| 30 aprile 2019    | Indianapolis         | Stati Uniti   | Bankers Life Fieldhouse       | 1 ; 4              | 14.444 / 14.444                   | $2.011.671   |
| 2 maggio 2019     | Milwaukee            | Stati Uniti   | Fiserv Forum                  | 1 ; 4              | 13.331 / 13.331                   | $2.336.580   |
| 4 maggio 2019     | Fargo                | Stati Uniti   | Fargodome                     | 1 ; 4              | 22.164 / 22.164                   | $2.927.135   |
| 5 maggio 2019     | Saint Paul           | Stati Uniti   | Xcel Energy Center            | 1 ; 4              | 15.820 / 15.820                   | $2.735.448   |
| 7 maggio 2019     | Omaha                | Stati Uniti   | CHI Health Center Omaha       | 1 ; 4              | 15.050 / 15.050                   | $2.187.858   |
| 9 maggio 2019     | Lexington            | Stati Uniti   | Rupp Arena                    | 1 ; 4              | 17.256 / 17.256                   | $1.771.383   |
| 11 maggio 2019    | Columbus             | Stati Uniti   | Schottenstein Center          | 1 ; 4              | 14.907 / 14.907                   | $2.281.760   |
| 17 maggio 2019    | Montréal             | Canada        | Bell Centre                   | 1 ; 4              | 32.780 / 33.222                   | $4.355.760   |
| 18 maggio 2019    | Montréal             | Canada        | Bell Centre                   | 1 ; 4              | 32.780 / 33.222                   | $4.355.760   |
| 21 maggio 2019    | New York             | Stati Uniti   | Madison Square Garden         | 1 ; 4              | 29.997 / 29.997                   | $5.527.014   |
| 22 maggio 2019    | New York             | Stati Uniti   | Madison Square Garden         | 1 ; 4              | 29.997 / 29.997                   | $5.527.014   |
| Europa            |                      |               |                               |                    |                                   |              |
| 16 giugno 2019    | Amsterdam            | Paesi Bassi   | Johan Cruijff Arena           | 1 ; 5 ; 6          | 51.089 / 51.089                   | $4.563.319   |
| 18 giugno 2019    | Dublino              | Irlanda       | RDS Arena                     | 1 ; 5 ; 6          | 35.282 / 35.282                   | $3.816.640   |
| 20 giugno 2019    | Cardiff              | Regno Unito   | Principality Stadium          | 1 ; 5 ; 6          | 58.595 / 58.595                   | $6.765.880   |
| 22 giugno 2019    | Glasgow              | Regno Unito   | Hampden Park                  | 1 ; 5 ; 6          | 102.273 / 102.273                 | $12.014.516  |
| 23 giugno 2019    | Glasgow              | Regno Unito   | Hampden Park                  | 1 ; 5 ; 6          | 102.273 / 102.273                 | $12.014.516  |
| 25 giugno 2019    | Liverpool            | Regno Unito   | Anfield                       | 1 ; 5 ; 6          | 44.042 / 44.042                   | $5.335.757   |
| 27 giugno 2019    | Werchter             | Belgio        | Werchter Festival Park        | N.D.               | N.D.                              | N.D.         |
| 29 giugno 2019    | Londra               | Regno Unito   | Stadio di Wembley             | 1 ; 5 ; 6          | 145.230 / 145.230                 | $16.665.313  |
| 30 giugno 2019    | Londra               | Regno Unito   | Stadio di Wembley             | 1 ; 5 ; 6          | 145.230 / 145.230                 | $16.665.313  |
| 3 luglio 2019     | Nanterre             | Francia       | Paris La Défense Arena        | 1 ; 5 ; 6          | 36.295 / 36.295                   | $3.358.518   |
| 5 luglio 2019     | Colonia              | Germania      | RheinEnergieStadion           | 1 ; 5 ; 6          | 77.313 / 77.313                   | $8.091.671   |
| 6 luglio 2019     | Colonia              | Germania      | RheinEnergieStadion           | 1 ; 5 ; 6          | 77.313 / 77.313                   | $8.091.671   |
| 8 luglio 2019     | Amburgo              | Germania      | Volksparkstadion              | 1 ; 5 ; 6          | 39.743 / 39.743                   | $4.061.875   |
| 10 luglio 2019    | Stoccarda            | Germania      | Mercedes-Benz Arena           | 1 ; 5 ; 6          | 42.495 / 42.495                   | $4.632.086   |
| 12 luglio 2019    | Hannover             | Germania      | HDI-Arena                     | 1 ; 5 ; 6          | 43.452 / 43.452                   | $4.625.693   |
| 14 luglio 2019    | Berlino              | Germania      | Stadio Olimpico               | 1 ; 5 ; 6          | 54.114 / 54.114                   | $5.649.498   |
| 20 luglio 2019    | Varsavia             | Polonia       | PGE Narodowy                  | 1 ; 5 ; 6          | 46.964 / 46.964                   | $3.509.909   |
| 22 luglio 2019    | Francoforte sul Meno | Germania      | Commerzbank-Arena             | 1 ; 5 ; 6          | 39.743 / 39.743                   | $4.261.701   |
| 24 luglio 2019    | Vienna               | Austria       | Stadio Ernst Happel           | 1 ; 5 ; 6          | 55.873 / 55.873                   | $5.626.465   |
| 26 luglio 2019    | Monaco di Baviera    | Germania      | Stadio Olimpico               | 1 ; 5 ; 6          | 113.564 / 113.564                 | $11.764.911  |
| 27 luglio 2019    | Monaco di Baviera    | Germania      | Stadio Olimpico               | 1 ; 5 ; 6          | 113.564 / 113.564                 | $11.764.911  |
| 30 luglio 2019    | Zurigo               | Svizzera      | Letzigrund                    | 1 ; 5              | 45.287 / 45.287                   | $5.956.105   |
| 3 agosto 2019     | Stoccolma            | Svezia        | Tele2 Arena                   | 1 ; 5 ; 6          | 33.943 / 33.943                   | $3.190.660   |
| 5 agosto 2019     | Bærum                | Norvegia      | Telenor Arena                 | 1 ; 5 ; 6          | 23.851 / 23.851                   | $2.511.154   |
| 7 agosto 2019     | Horsens              | Danimarca     | CASA Arena Horsens            | 1 ; 5 ; 6          | 25.000 / 25.000                   | $2.812.500   |
| 9 agosto 2019     | Gelsenkirchen        | Germania      | Veltins-Arena                 | 1 ; 5 ; 7          | 34.278 / 34.278                   | $3.414.207   |
| 11 agosto 2019    | L'Aia                | Paesi Bassi   | Malieveld                     | 1 ; 5 ; 8          | 46.271 / 46.271                   | $4.214.772   |
| Nord America      |                      |               |                               |                    |                                   |              |
| 16 agosto 2019    | Uniondale            | Stati Uniti   | Veterans Memorial Coliseum    | 1 ; 9              | 12.339 / 12.339                   | $2.092.479   |
| 18 agosto 2019    | Toronto              | Canada        | Scotiabank Arena              | 1 ; 9              | 34.886 / 34.886                   | $4,177,053   |
| 19 agosto 2019    | Toronto              | Canada        | Scotiabank Arena              | 1 ; 9              | 34.886 / 34.886                   | $4,177,053   |
| Sud America       |                      |               |                               |                    |                                   |              |
| 5 ottobre 2019    | Rio de Janeiro       | Brasile       | Barra Olympic Park            | N.D.               | N.D.                              | N.D.         |
| Nord America      |                      |               |                               |                    |                                   |              |
| 2 novembre 2019   | Austin               | Stati Uniti   | Circuito delle Americhe       | N.D.               | N.D.                              | N.D.         |
| Totale            | Totale               | Totale        | Totale                        | Totale             | 3.088.647 / 3.102.146 (99.6%)     | $397.300.000 |